# Дедкова Рассоха
Дедкова Рассоха — река в России, протекает по территории Лешуконского района Архангельской области. Устье реки находится в 206 км по правому берегу реки Сулы. Длина реки — 11 км.

## Данные водного реестра
По данным государственного водного реестра России относится к Двинско-Печорскому бассейновому округу, водохозяйственный участок реки — Мезень от истока до водомерного поста у деревни Малонисогорская. Речной бассейн реки — Мезень.